# Podpůrná opatření druhého stupně

## Obecná charakteristika
Tato opatření, na rozdíl od prvního stupně, navrhuje školské poradenské centrum. To provede vyšetření žáka, aby mohly být posouzeny jeho speciální vzdělávací potřeby. Závěry vyšetření a doporučovaná podpůrná opatření jsou doručeny škole jako doporučení ke vzdělávání žáka se speciálními vzdělávacími potřebami. Tato podpůrná opatření se mohou vztahovat například k metodám a formám vzdělávání, úpravě obsahu vzdělávání, organizaci vzdělávání (mimo samotnou výuku i volnočasové aktivity, uspořádání třídy, počet žáků ve třídě apod.), individuálnímu vzdělávacímu plánu, hodnocení žáka atd.
Vzdělávací potřeby žáka zařazeného ve druhém stupni podpůrných opatření jsou ovlivněny aktuálním zdravotním stavem žáka, jiným kulturním či jazykovým prostředím nebo odlišnými životními podmínkami. Dále například specifickými poruchami učení či chování, oslabením sluchových či zrakových funkcí, drobnými řečovými vadami, poruchami autistického spektra s mírnými obtížemi, zhoršenému dorozumívání, problémy ve schopnosti učit se či připravovat se na školní práci.

## Konkrétní úpravy
Ty se týkají individuálního přístupu, úpravy organizace a metod vyučování, změn v hodnocení žáka, možný je i individuální vzdělávací plán. Všechny úpravy doporučuje školské poradenské zařízení.  
Metody výuky by měly podporovat výchovu žáka, brát ohledy na jeho učební styly, nadání a jeho specifika. Měly by rozvíjet vnímání, pozornost, paměť, řešení problémových situací.  
Úprava obsahů probíhá na základě doporučení ze školských poradenských zařízení. Měly by podporovat rozvoj vzdělávání žáka a taktéž posílit jeho přípravu. Často je nutné zejména posílení výuky českého nebo cizího jazyka.  
Úprava očekávaných výstupů vzdělávání se ve druhém stupni nepředpokládá.  
Normovaná finanční náročnost může zahrnovat úpravu obsahu vzdělávání, učebnice a kompenzační pomůcky, jednu hodinu týdně pedagogické intervence ve škole, speciálněpedagogické péče a měsíčně dvě hodiny metodické podpory poradenského zařízení.